# Поп Ћира и поп Спира
Поп Ћира и поп Спира је роман Стевана Сремца и уједно његово најпопуларније дело. Тематски је везан за пишчев родни крај, једну од три средине које је Сремац приказивао у својим књижевним делима. Сремчев шаљиви спев (који је аутор оставио у рукопису) „Бал у Елемиру“ својеврсна је најава романа о двојици попова. Прва, краћа верзија романа (само делимично сачувана) објављена је 1894. године, у листу „Будућност“, а друга, дефинитивна верзија 1898, најпре у наставцима у часопису „Бранково коло“, а потом и као засебна књига. У основи Поп Ћире и поп Спире је анегдота о свађи и тучи двојице попова, коју је писцу испричао његов ујак Јован Ђорђевић. (Ова анегдота је пореклом из Баната, и има више верзија.)

## Радња

### Увод
Овај роман је дело са тематиком (низом тема) из војвођанског живота. Радња се, конкретно, догађа у једном банатском селу, а нешто, пред крај романа, и у једној бачкој вароши. Композиција романа се може представити овако:
- Два попа
- Свађа због зета
- Туча
- Избијен зуб
- Тужба
- Путовање на истим колима
- Замена зуба – коњски зуб
- Расплет

Стеван Сремац је анегдоту са оваквим развојем радње преузео и обогатио мноштвом слика, поглавља, нових ситуација, ликова и, пре свега, непресушеним и пенушавим хумором.
У средишту романа су два попа и њихове породице. Један је поп Ћира, а други је поп Спира. Првог су сељаци звали поп Хала (ждероња) јер је много јео, посебно крофне (могао је појести пуну веш корпу крофни). Други је пак био познат као поп Кеса, јер је волео на свадбама, са децом, да сакупља ситан новац кад кум почне да баца на знак: „Куме, изгоре кеса!“
Поп Ћира има попадију Персу и кћер Меланију, а поп Спира попадију Сиду и кћер Јулу. Попови су се добро слагали, били су имућни и добро живели, што потврђује и њихов изглед – обојица су били угојени: „мантија само што им не прсне испод пазуха, а појас никако да се скраси на трбуху него све бежи под браду и ближе врату“.
И попадије по много чему су биле слична једна другој: „И једна и друга попадија изгледа мала, широка и темељна“. И кћерке су им вршњакиње и добро су се слагале, мада су по нарави и понашању биле различите. Меланија је била ученија, више је читала, била слободнија у друштву, господственија („бледа у лицу“), а Јула једноставнија, здравија и руменија, стидљива и незаинтересована за књиге. Породице су биле сличне једна другој, а опет различите: поп-Ћирина некако савременија у одевању, намештају, а поп-Спирина старомоднија. Писац о томе каже: „Кућа поп-Ћирина била је нешто сиромашнија. У њој се, истина, мање богатства али више укуса опажало“. У поп-Ћириној кући се осећа „благ мирис миришљавог сапуна (...), а код поп-Спире опет мирис од младог сира и босиљка“. Код поп-Ћире „по канабету и фотељама исхекловани јастучићи и комадићи хеклераја“ а код поп-Спириних „су били танки пешкирићи, од српског платна и веза...“. Поп-Спирино двориште било је пуно свакојаке живине, о чему Сремац опширно пише и са пуно хумора.
Ове две поповске породице „безбрижно су живеле: добро се јело и пило...“ Попови су служили у једној цркви, добро се пазили, међусобно (скоро сваког дана) посећивали. Попови би пијуцкали, попадије оговарале, а девојке међусобно ћеретале. Попадије су се једна другој обраћале са „слатка моја“, а у себи једна према другој осећале завист, ниподаштавање и потпуну нетрпељивост. Једна другу је, у себи, називала „бештијом једном“. Све ово чини увод у роман и живот људи који је једноличан и досадан.

### Свађа
Једноличан живот поповских породица, па и целог села, изменио је изненадан долазак младог и лепог учитеља Пере. Он почиње да посећује обе породице (прво Спирину, а потом и поп-Ћирину). Попадије почињу да облећу око њега, и једна и друга жели га за свог зета. Од тога ће и почети све. Почиње заплет у роману. Прво започињу зађевице, ситне подвале, оговарања попадија, а на крају долази туча попова. Прве зађевице почеле су на вечери код попадије Персе, у присуству учитеља Пере. Попадија Сида брисала је чашу, да покаже пред свима како није чиста, а кад се говори о књизи, читању и девојкама, попадија Перса, користећи подсмех, узвраћа Сиди. На први поглед „критикује“ своју кћерку, а „хвали“ Јуцу, док се истински увелико подсмева Сиди и Јули:
Али, тек, ја бар увек помислим да су друге срећније матере што им кћерке нису тако пасиониране за науку и читање, па кажем у себи: Боже, како је, ето, ова наша госпоја Сида срећна мати! И толико пута говорим овој мојој: Што се не угледаш, кажем, на твоју старију другарицу Јуцу? Ето, кад си, кажи ми, њу видела да је узела књигу да чита!? Него та лепо стоји уз своју искусну матер, па се учи и помаже јој ко добра кћерка матери; ради по кући све: кисели краставце, прави комплов, кува сапун, копуни живину и ради све такве кућевне ствари.
Пошто Персина Меланија осваја учитеља Перу и са њим често шета сокаком, Сида то не може да поднесе, па износи решето на сокак и решета жито тако да прашина и плева иду право на поп-Ћирину кућу. Тиме односи међу њима бивају заоштренији.
Јуца се заљубљује у берберина Шацу. То је здрава љубав, исказивана и Шацином музиком под Јулиним прозором у касним вечерњим сатима. То користи и попадија Перса за отворено оговарање поп-Спирине куће.

### Туча два попа и коњски зуб
Долази до расправе и свађе између попова у цркви. Све се завршава тучом у којој се увређени поп-Спира баца дебелом црквеном књигом на поп-Ћиру и избија му један зуб. Међутим захваљујући Габријели, коју су називали „сеоским добошем“ и „сеоским телеграфом“, вест о том догађају не само да се брзо пренела с једног на други крај села, него је добила и сасвим нов садржај. Кроз причања и узајамна препричавања све се то изменило и постало другачије. Причало се да је поп-Ћири прво избијен један кутњак, затим сви зуби, те да је поп-Спира ударцем „поп-Ћири окрену доњу вилицу чак на леђа“. Ово место је врхунац (кулминација) у развоју радње. Након тога долази перипетија (преокрет). Поп-Ћира тужи попа Спиру код владике у Темишвару. До тог места путују на истим колима. На путу, код попа Олује, док поп-Ћира спава, избијени прави зуб замењен је коњским, што је касније код владике изазвало велики смех.
Владика их је помирио, али попадија Перса никада није стишала свој бес спрам Спирине породице. Мржња је остала до краја.

### Епилог
Епилог (крај романа) говори више о поповским кћерима неголи о поповима и попадијама. Меланија се удала за учитеља Перу, који је постао поп и живи у некој варошици, без деце. Учи клавир и дружи се са господским светом. Јула се удала за берберина Шацу, који је добио неко наследство, а потом отишао у Беч и тамо завршио за зубара. Има четворо деце и са Јулом срећно живи у некој вароши у Бачкој. Поп Пера ју је видео и са њом разговарао када је туда пролазио. Пера је био задивљен њеном лепотом и једноставношћу, у себи је осећао кајање што се њоме није оженио, гледајући је онако једноставну, непосредну и здраву.
Примећује се да је писац наклоњенији поп-Спириној породици, Јули и Шаци пошто је Сремац више волео обичног човека и народни дух, а са негодовањем гледао на оно што је ново, помодарско и што долази са стране, било да је реч о одевању, говору, понашању, исхрани или становању.

## Хумор
Сликајући поповске породице, Стеван Сремац нам је на хумористичан (смешан) начин дао и слику сеоског војвођанског живота. Описује тротоаре, сокаке, куће; слика сиромашне и богате породице, учене и просте људе, оне који иду за оним што је савремено и модерно и оне који се још држе старог. Ново је у одевању, намештају и говору (учи се немачки), у припремању разних јела. И све се то може видети на примеру поп-Ћирине и поп-Спирине породице. Меланија говори „немецки“, а Јула народски. У Спириној кући се једе гибаница гужвара, а у поп-Ћириној похована пилетина.
Хумор се јавља у описима неких детаља и ситуација, у поступцима јунака и у њиховом говору.
Кад описује сокаке и говори о тротоарима у селу, Сремац опет полази од анегдоте и хумора. Прича се како немају тротоаре зато што су их краве појеле. Наиме, да би се боље заштитили од блата, бацали су кукурузовину на тротоаре, а краве наишле и појеле. Када говори о блату и барама које се дуже задржавају поред сокака, писац ће рећи да је у њима било много жаба и да је била „једна лепота слушати жабе кад почну да певају ноћу“. Са хумором говори о једном жапцу који се „већ неколико година дере колико га грло носи; има гласину као бик, па се чује са пола атара колико је грлат“.
У приказивању предмета и животињског света Сремац – да би остварио хумор – често користи персонификацију, поређење и хиперболу. Кад Перса говори о зидном сату, она га приказује као да је у питању живи створ. Сат ретко звони, „а кад се одобровољи, а он се најпре зацени као да хоће да кашље“. Он је „тако оматорио да је поред кијања и кашљања почео већ да баца шлајм...“ Незабораван је и Сидин патак коме је, због љубавних авантура и неморалног живота, попадија Сида од коже „направила и припасала кецељу, па сад у њој изгледа као какав пинтерски калфа“. Њега је поп Спира омрзао и звао га „Турчином“ што нимало не води рачуна о кући у којој је. У селу је почела изрека за неког ко је неваљао: „Лола као попин патак!“ Попин петао је био „један дугачки грлати клипан, који је са својом дивном крестом изгледао као какав јакобинац са својом црвеном капом“.
И коњски зуб, у расплету, треба да донесе преокрет и насмеје читаоца. Ево те смешне ситуације код владике, коју је поп Ћира исприповедао својој Перси:
| „ | А је л' ово баш ваш зуб, оче Кирило? Да, ваше преосвештенство... Мој рођени зуб... Та ово је, ово коњски зуб, оче Кирило (...) Забога, та где сте га само нашли!... Ух, ух, ух! А ја приђем и погледам га, ал имам шта видети! Коњски зуб, сасвим коњски, и то још колики. Таква велика зубекања какву ја, Персида, свога века, никад нисам видео!... | ” |

## Жанровско одређење
Прво питање које би могло да се постави у вези са жанровским одређењем „Поп-Ћире и поп-Спире“ гласи: да ли је ово дело приповетка, како је сам аутор назвао своје најобимније остварење, или роман, како је оно доцније најчешће одређивано. Насупрот неким историчарима књижевности (Јован Деретић, Симеон Маринковић) који су сматрали да се Поп Ћира и поп Спира једино „захваљујући свом обиму може сврстати у романе“, другим речима, да је ово „роман који је израстао из приповетке“, Драгиша Живковић мисли да се дело о двојици попова (уз Вукадина и Зону Замфирову) мора без двоумљења сврстати у романе. А то што га је писац одредио као приповетку, треба приписати „његовој скромности“, на коју је својевремено указивао и Павле Поповић. Драгиша Живковић заговара још једну „корекцију“ у вези са Сремцем и његовим делима, која би се „тицала карактерисања његова хумора и сатире“. Њему се придружује и Бошко Новаковић, који тврди за Поп-Ћиру и поп-Спиру следеће: „Иако широко познат као хумористички роман, он у суштини није то“. Овај књижевни историчар за главно Сремчево дело предлаже нове жанровске одреднице, које имају погоднији, адекватнији, флексибилнији и прецизнији карактер, а то су: „идилична поема“, „роман-поема“, „лирско-хумористичка поема“. Ови, а и још неки, проучаваоци романа о двојици попова позивају се, првенствено, на Антуна Барца, кога је „интересовало лирско код Стевана Сремца“. С обзиром на чињеницу да се време дешавања радње „Поп-Ћире и поп-Спире“ поклапа са временом које је писац (као дечак) провео у родној Бачкој (у Сенти), за ово дело би се, можда, могло рећи да је, заправо, „једна велика књига детињства“. Горан Максимовић сматра да се на дело Поп Ћира и поп Спира, с обзиром на његову композициону организацију, може гледати и као на скривену комедију.

## Језик
Језик у роману није увек правилан и чист. Желећи да верно прикаже војвођански сеоски живот и његово друштвено шаренило, Сремац користи разну лексику. Ту су:
- Провинцијализми – речи које употребљавају људи једног краја (прости људи): питаду (питају), он воле (он воли), да останеду (да остану), бидну (буду), кера (пас), волем (волим), немецки (немачки)...
- Архаизми – застареле речи: баба (отац), члови (куња), надежда (нада), очајаније (очајање)...
- Варваризми – стране речи (германизми и мађаризми): дешперат (очајање), нобал (отмен), чикош (коњушар), хевт (свеска), вертшафт (домаћинство), диштрикт (округ), луфт (ваздух), кинстлер (уметник)...

## Извођења
Године 1957. снимљен је истоимени филм редитељке Соје Јовановић, који је био први југословенски филм у боји. Соја Јовановић је 1982. режирала и телевизијску серију Поп Ћира и поп Спира.